# Knockroon
Knockroon es un desarrollo urbanístico planificado ubicado entre las ciudades de Cumnock y Auchinleck en East Ayrshire, Escocia. El desarrollo fue iniciado por el entonces Príncipe Carlos, más tarde Rey Carlos III, como parte de sus planes de renovación para la cercana finca Dumfries House, que lo que se esperaba regenerar la economía local en esta zona deprimida del Reino Unido. El permiso de construcción para 770 viviendas fue otorgado por el Consejo de East Ayrshire, el 7 de diciembre de 2009.

## Objetivo
El desarrollo de Knockroon debe realizarse en un período de tiempo previsto de 25 años, con el respaldo de The Prince's Foundation for the Built Environmentl (Fundación del Príncipe para el Medio Ambiente Construido), y sobre diseños con principios ecológicos. Las primeras casas del desarrollo fueron construidas por las empresas Hope Homes Scotland y ZeroC. El rey Carlos III ha expresado un interés personal en este desarrollo urbanístico escocés. La construcción de Knockroon comenzó, efectivamente, en el mes de abril de 2011.

## Dificultades
En febrero de 2019, The Scotsman informó que solo se habían podido construir 31 de las 770 viviendas previstas. En julio de 2022, The Sunday Times informó que el valor del proyecto "se redujo de £ 15 millones a £ 700 000". El arquitecto escocés Alan Dunlop descalificó la visión del rey como un "pastiche importado" y una "curiosa mezcla" de casas relativamente caras, situadas en un entorno rural en el que nunca debería haberse construido nada.
En julio de 2022, un portavoz de la Oficina del Regulador Escocés de Caridad dijo que "podemos confirmar que el trabajo de Havisham Group y las transacciones inmobiliarias relacionadas con el desarrollo de Knockroon en Ayrshire forman parte de nuestra investigación general, cuyo trabajo está en curso".